# Eumops perotis
Eumops perotis (Schinz, 1821) è un pipistrello della famiglia dei Molossidi diffuso nel continente americano.

## Descrizione

### Dimensioni
Pipistrello di grandi dimensioni, con la lunghezza totale tra 159 e 187 mm, la lunghezza dell'avambraccio tra 73 e 83 mm, la lunghezza della coda tra 55 e 72 mm, la lunghezza delle orecchie tra 36 e 47 mm, un'apertura alare fino a 53,5 cm e un peso fino a 73 g.

### Aspetto
La pelliccia è corta e vellutata. Le parti dorsali sono bruno-olivastre, con la base dei peli biancastra. mentre le parti ventrali sono più chiare. La testa è larga ed appiattita, le labbra sono lisce. Le orecchie sono larghe, triangolari e unite alla base anteriore. Il trago è grande, largo e squadrato, mentre l'antitrago è grande e semi-circolare. Le ali sono attaccate posteriormente sulle caviglie. La coda è lunga, tozza e si estende per circa la metà oltre l'uropatagio. Entrambi i sessi hanno una sacca ghiandolare sulla gola che produce una secrezione odorosa. I maschi sono privi dell'osso penico. Il cariotipo è 2n=48 FNa=56.

## Biologia

### Comportamento
Si rifugia in gruppi fino a 100 individui nelle cavità degli alberi, sotto i tetti delle case e nelle fessure rocciose. Forma vivai dove frequentemente sono presenti anche dei maschi. Entra in uno stato di torpore durante il giorno da dicembre a febbraio. Può percorrere fino a 10–25 km per cercare cibo. L'attività predatoria inizia tra 40 minuti e un'ora e mezza dopo il tramonto, dura almeno sei ore e mezza durante le quali vola ininterrottamente, per poi tornare alle prime ore del mattino nei rifugi. Il suo volo è rapido e diretto e si tratta del molosside più veloce.

### Alimentazione
Si nutre di insetti, particolarmente di falene, grilli, cavallette, api, libellule, scarafaggi, formiche e vespe catturati vicino al suolo o in volo fino a 60 metri di altezza.

### Riproduzione
Danno alla luce un piccolo alla volta da giugno a luglio dopo una gestazione di 80-90 giorni. Vengono svezzati dopo 1-2 mesi.  Gli accoppiamenti avvengono i primi giorni di primavera.

## Distribuzione e habitat
Questa specie è diffusa dagli Stati Uniti d'America sud-occidentali al Messico centrale e nell'America meridionale, dalla Colombia fino all'Argentina, eccetto le Guiane. È presente anche sull'isola di Cuba.
Vive in zone coltivate, zone aride e in foreste subtropicali fino a 3.000 metri di altitudine

## Tassonomia
Sono state riconosciute 3 sottospecie:
- E.p.perotis: Colombia, Venezuela, Ecuador, Perù, Brasile, Bolivia, Paraguay, Argentina settentrionale;
- E.p.californicus (Merriam, 1890): California, Arizona, Nevada, Nuovo Messico meridionali, Texas sud-occidentale, Messico nord e centro-settentrionali;
- E.p.gigas (Peters, 1864): Cuba.

## Conservazione
La IUCN Red List, considerato il vasto areale e la popolazione presumibilmente numerosa, classifica E.perotis come specie a rischio minimo (Least Concern)).